# Neopanorpa varia
Neopanorpa varia är en näbbsländeart som beskrevs av Cheng 1950. Neopanorpa varia ingår i släktet Neopanorpa och familjen skorpionsländor. Inga underarter finns listade i Catalogue of Life.